# Parafia św. Katarzyny Aleksandryjskiej w Gradzanowie
Parafia pw. św. Katarzyny Aleksandryjskiej w Gradzanowie Kościelnym – parafia należąca do dekanatu raciąskiego, diecezji płockiej, metropolii warszawskiej.

## Historia parafii
Pierwsza wzmianka źródłowa o parafii w Gradzanowie pochodzi z 1385. 
Obecnie istniejący murowany, neogotycki kościół, według projektu architekta Stefana Szyllera, wzniesiony został w latach 1897-1901, gdy proboszczem był ks. Julian Kaczyński. Świątynia została konsekrowana 22 września 1909 przez biskupa Antoniego Juliana Nowowiejskiego. W 1938 dach kościoła pokryto blachą. Wnętrze kościoła zdobi neogotycki ołtarz główny z obrazem św. Katarzyny i rzeźbami Matki Boskiej i świętych Piotra i Pawła, wykonanych przez Wincentego Bogaczyka oraz dwa ołtarze boczne św. Stanisława Kostki i św. Andrzeja Boboli. W 1915 zakupiono 10-głosowe organy i ławki. Zachowała się barokowa monstrancja i wczesnobarokowy kielich.
Nie zachowały się informacje o pierwszym kościele parafialnym. Na przełomie XVI i XVII wieku zbudowano kolejny kościół posiadający trzy ołtarze, który uległ zniszczeniu w drugiej połowie XVII w. Wzniesiony w 1680 trzeci kościół miał dwie kaplice.
Proboszczem parafii jest od 1 lipca 2018 ks. kan. Lech Robert Piórkowski.